# Albert Eschenmoser
Albert Eschenmoser (Erstfeld, Uri, Suiza, 5 de agosto de 1925-14 de julio de 2023) fue un químico suizo.

## Semblanza
Licenciado en Ciencias en 1949 y doctor en 1951 en el Instituto Federal Suizo de Tecnología (ETH), donde se convirtió en profesor de Química Orgánica en 1956, profesor asociado en 1960, y catedrático de Química Orgánica General en 1965.
Ha sido profesor emérito en la ETH de Zúrich desde 1992.
En su investigación en química orgánica y bio-orgánica, Eschenmoser hizo contribuciones a la teoría de la biosíntesis del terpeno, la elucidación de la estructura de productos naturales, la estereoquímica y el mecanismo de las reacciones organoquímicas y bioquímicas, el desarrollo de nuevos métodos de síntesis orgánica, la síntesis total de productos naturales complejos y la etiología química de la estructura del ácido nucleico.
Eschenmoser era miembro de la Academia alemana de las ciencias naturales Leopoldina (Halle), Academia Europea (Reino Unido) y la Academia Pontificia de las Ciencias (Vaticano), miembro extranjero de la Academia Americana de las Artes y las Ciencias (Boston), la Academia Nacional de Ciencias (Washington), la Royal Society (Reino Unido), la Academia de Ciencias de Göttingen, la Academia Croata de las Ciencias y las Artes (Zagreb), la Orden pour le Mérito Wissenschaften und für Künste (Berlín), y el Österreichisches Ehrenzeichen für Wissenschaft und Kunst (Viena), es miembro honorario de la Real Sociedad de Química (Londres), Österreichischer Chemiker Gesellschaft (Viena), y la Sociedad Farmacéutica de Japón. Posee títulos honorarios de las Universidades de Friburgo, Chicago, Edimburgo, Bolonia, Frankfurt, Estrasburgo, Harvard, y del Instituto de Investigación Scripps. 

## Principales premios
- En 1978 le fue otorgada la Medalla Davy.
- En 1986 recibió el Premio Wolf en Química.
- En 2002 recibió la Medalla Oparin.
- En 2004 le fue otorgada la Gran Medalla de la Academia de Ciencias de Francia.
- En 2008 fue galardonado con la Medalla de Oro Paul Karrer.